# Frederick Schule
rederick William Schule  (Preston, 27 september 1879 - Poughkeepsie, 14 september 1962) was een Amerikaans atleet gespecialiseerd in het hordelopen.
Op de Olympische Zomerspelen van 1904 won Schulede gouden medaille op de 110 meter horden en eindigde op de 200 meter horden als vijfde

## Titels
- Olympisch kampioen 110 m horden - 1904

## Persoonlijke records
| Onderdeel    | Prestatie | jaar         |
| ------------ | --------- | ------------ |
| 120 y horden | 15,8 s    | 25 juli 1904 |

## Palmares

### 110 m horden
- 1904  OS - 16,0 s

### 200 m horden
- 1904 5e OS

1896: Tom Curtis ·
1900: Alvin Kraenzlein ·
1904: Frederick Schule ·
1908: Forrest Smithson ·
1912: Fred Kelly ·
1920: Earl Thomson ·
1924: Daniel Kinsey ·
1928: Sydney Atkinson ·
1932: George Saling ·
1936: Forrest Towns ·
1948: William Porter ·
1952: Harrison Dillard ·
1956: Lee Calhoun ·
1960: Lee Calhoun ·
1964: Hayes Jones ·
1968: Willie Davenport ·
1972: Rod Milburn ·
1976: Guy Drut ·
1980: Thomas Munkelt ·
1984: Roger Kingdom ·
1988: Roger Kingdom ·
1992: Mark McKoy ·
1996: Allen Johnson ·
2000: Anier García ·
2004: Liu Xiang ·
2008: Dayron Robles ·
2012: Aries Merritt ·
2016: Omar McLeod ·
2020: Hansle Parchment ·
2024: Grant Holloway
- Library of Congress Control Number: no2017113191
- Virtual International Authority File: 7674150470101904330006